# Sason robustum
Sason robustum là một loài nhện trong họ Barychelidae. Loài này phân bố ờ Ấn Độ, Sri Lanka đến Seychelles.